# Liste des œuvres de Jacques Offenbach

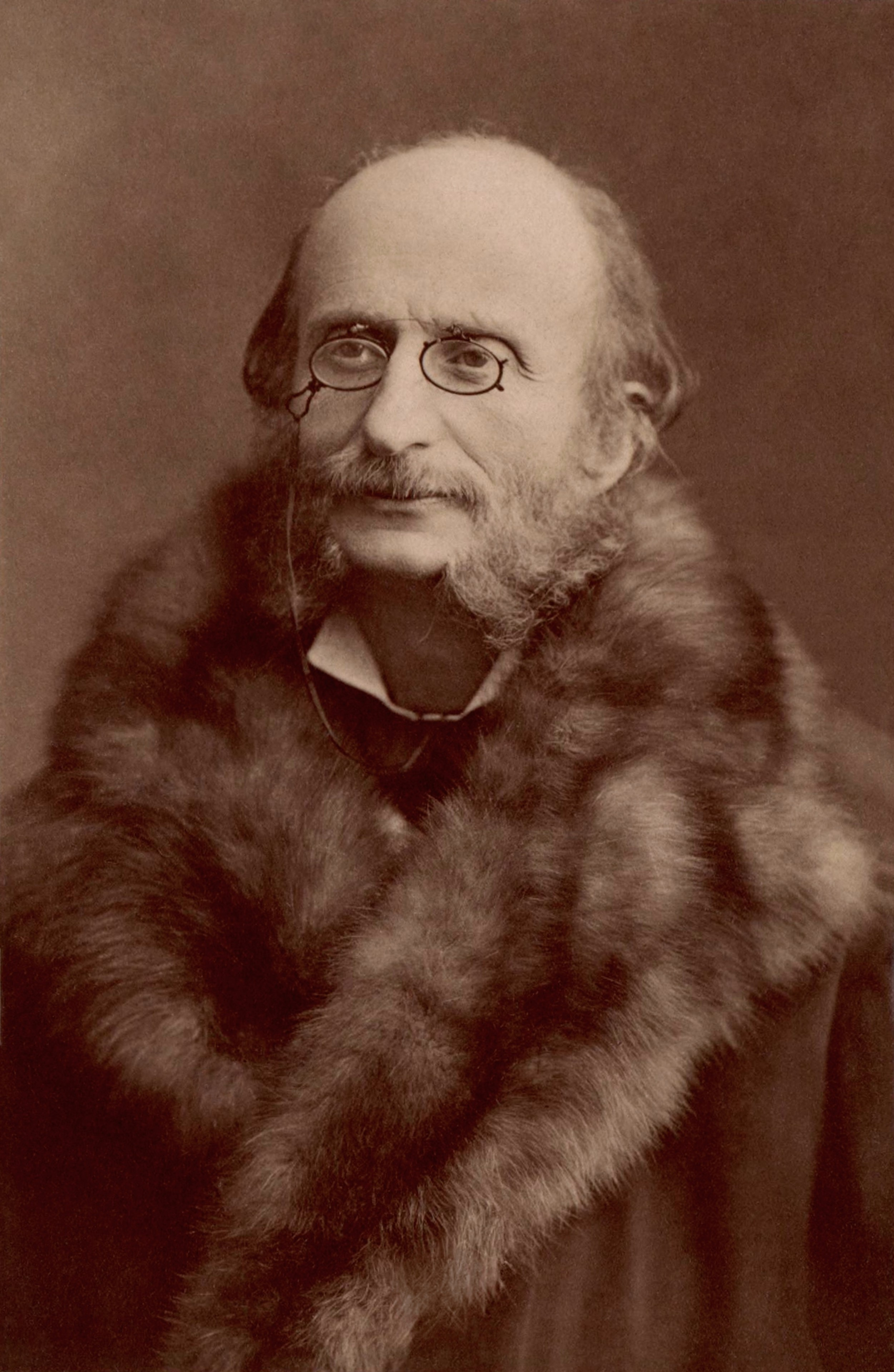
Jacques Offenbach

Cette liste regroupe les œuvres de Jacques Offenbach (1819-1880), d'après les catalogues établis par les musicologues Jean-Claude Yon et Jean-Christophe Keck. Les œuvres éditées ou représentées sont regroupées sous forme de tableau, les manuscrits inédits ou inachevés dans une section séparée.

## Œuvres éditées ou représentées
| Légende                 |
| Musique lyrique         |
| Mélodies                |
| Musique chorale         |
| Musique sacrée          |
| Musique symphonique     |
| Musique de chambre      |
| Musique pour piano seul |

| no d'opus | Titre                                                               | Genre                                                                       | Date de création                               | Notes |
| --------- | ------------------------------------------------------------------- | --------------------------------------------------------------------------- | ---------------------------------------------- | --- |
|           | Pascal et Chambord                                                  | comédie en deux actes d'Anicet-Bourgeois et Édouard Brisebarre              | 2 mars 1839 Palais-Royal                       | Musique de scène et couplets. |
|           | Pépito                                                              | opéra-comique en un acte                                                    | 28 octobre 1853 Variétés                       | Livret de Léon Battu et Jules Moinaux |
|           | Le Trésor à Mathurin                                                | opéra-comique en un acte                                                    | 7 mai 1855 salle Herz                          | Livret de Léon Battu |
|           | Une nuit blanche                                                    | opéra-comique en un acte                                                    | 5 juillet 1855 Bouffes-Parisiens               | Livret d'Édouard Plouvier |
|           | Les Deux Aveugles                                                   | opérette (« bouffonnerie musicale »)                                        | 5 juillet 1855 Bouffes-Parisiens               | Livret de Jules Moinaux |
|           | Le Violoneux                                                        | opérette en un acte (« légende bretonne »)                                  | 31 août 1855 Bouffes-Parisiens                 | Livret d'Eugène Mestépès et Émile Chevalet |
|           | Paimpol et Périnette                                                | saynète lyrique                                                             | 29 octobre 1855 Bouffes-Parisiens              | Livret de Pittaud de Forges |
|           | Ba-ta-clan                                                          | opérette en deux actes (« chinoiserie musicale »)                           | 29 décembre 1855 Bouffes-Parisiens             | Livret de Ludovic Halévy |
|           | Tromb-al-ca-zar ou les Criminels dramatiques                        | opérette en un acte (« bouffonnerie musicale »)                             | 3 avril 1856 Bouffes-Parisiens                 | Livret de Charles Dupeuty et Ernest Bourget |
|           | La Rose de Saint-Flour                                              | opérette en un acte                                                         | 12 juin 1856 Bouffes-Parisiens                 | Livret de Michel Carré |
|           | Les Dragées du baptême                                              | pièce de circonstance en un acte                                            | 14 juin 1856 Bouffes-Parisiens                 | Livret de Charles Dupeuty et Ernest Bourget |
|           | Le Soixante-six                                                     | opérette en un acte                                                         | 31 juillet 1856 Bouffes-Parisiens              | Livret de Pittaud de Forges et Laurencin |
|           | Le Financier et le Savetier                                         | opérette bouffe en un acte                                                  | 23 septembre 1856 Bouffes-Parisiens            | Livret d'Hector Crémieux |
|           | La Bonne d'enfant                                                   | opérette bouffe en un acte                                                  | 14 octobre 1856 Bouffes-Parisiens              | Livret d'Eugène Bercioux |
|           | Les Trois Baisers du diable                                         | opérette fantastique en un acte                                             | 15 janvier 1857 Bouffes-Parisiens              | Livret d'Eugène Mestépès |
|           | Croquefer ou le Dernier des paladins                                | opérette bouffe en un acte                                                  | 12 février 1857 Bouffes-Parisiens              | Livret d'Adolphe Jaime fils et Étienne Tréfeu |
|           | Dragonette                                                          | opérette bouffe en un acte                                                  | 30 avril 1857 Bouffes-Parisiens                | Livret d'Adolphe Jaime fils et Eugène Mestépès |
|           | Vent-du-Soir ou l'Horrible Festin                                   | opérette bouffe en un acte                                                  | 16 mai 1857 Bouffes-Parisiens                  | Livret de Philippe Gille |
|           | Une demoiselle en loterie                                           | opérette bouffe en un acte                                                  | 20 juillet 1857 Bouffes-Parisiens              | Livret d'Adolphe Jaime fils et Hector Crémieux |
|           | Le Mariage aux lanternes                                            | opérette en un acte                                                         | 10 octobre 1857 Bouffes-Parisiens              | Livret de Michel Carré et Léon Battu |
|           | Les Deux Pêcheurs ou le Lever du soleil                             | opérette en un acte (« bouffonnerie musicale »)                             | 13 novembre 1857 Bouffes-Parisiens             | Livret de Charles Dupeuty et Ernest Bourget |
|           | Mesdames de la Halle                                                | opérette bouffe en un acte                                                  | 3 mars 1858 Bouffes-Parisiens                  | Livret d'Armand Lapointe |
|           | La Chatte métamorphosée en femme                                    | opéra-comique en un acte                                                    | 19 avril 1858 Bouffes-Parisiens                | Livret d'Eugène Scribe et Mélesville |
|           | Orphée aux Enfers (1re version)                                     | opéra bouffon en deux actes et quatre tableaux                              | 21 octobre 1858 Bouffes-Parisiens              | Livret de Ludovic Halévy et Hector Crémieux |
|           | Un mari à la porte                                                  | opérette en un acte                                                         | 22 juin 1859 Bouffes-Parisiens                 | Livret d'Alfred Delacour et Léon Morand |
|           | Les Vivandières des zouaves                                         | opérette en un acte                                                         | 6 juillet 1859 Bouffes-Parisiens               | Livret d'Adolphe Jaime fils et Pittaud de Forges |
|           | Geneviève de Brabant (1re version)                                  | opéra bouffon en deux actes et sept tableaux                                | 10 novembre 1859 Bouffes-Parisiens             | Livret d'Adolphe Jaime fils et Étienne Tréfeu |
|           | Le Carnaval des revues                                              | revue en deux actes et neuf tableaux                                        | 10 février 1860 Bouffes-Parisiens              | Livret de Philippe Gille et Eugène Grangé. Comprend La Symphonie de l'avenir. |
|           | Daphnis et Chloé                                                    | opérette en un acte                                                         | 27 mars 1860 Bouffes-Parisiens                 | Livret de Clairville et Jules Cordier |
|           | Le Papillon                                                         | ballet-pantomime en deux actes et quatre tableaux                           | 26 novembre 1860 Opéra-Comique                 | Livret de Marie Taglioni et Saint-Georges |
|           | Barkouf                                                             | opéra bouffe en trois actes                                                 | 24 décembre 1860 Opéra-Comique                 | Livret d'Eugène Scribe et Henri Boissaux |
|           | La Chanson de Fortunio                                              | opéra-comique en deux actes                                                 | 5 janvier 1861 Bouffes-Parisiens               | Livret de Ludovic Halévy et Hector Crémieux |
|           | Le Pont des soupirs (1re version)                                   | opéra bouffon en deux actes                                                 | 23 mars 1861 Bouffes-Parisiens                 | Livret de Ludovic Halévy et Hector Crémieux |
|           | Monsieur Choufleuri restera chez lui le...                          | opérette bouffe en un acte                                                  | 14 septembre 1861 Bouffes-Parisiens            | Livret de M. de Saint-Rémy (duc de Morny) |
|           | Apothicaire et Perruquier                                           | opérette bouffe en un acte                                                  | 17 octobre 1861 Bouffes-Parisiens              | Livret d'Élie Frébault |
|           | Le Roman comique                                                    | opéra bouffe en trois actes                                                 | 10 décembre 1861 Bouffes-Parisiens             | Livret de Livret de Ludovic Halévy et Hector Crémieux |
|           | Monsieur et Madame Denis                                            | opéra-comique en un acte                                                    | 11 janvier 1862 Bouffes-Parisiens              | Livret de Laurencin et Michel Delaporte |
|           | Le Voyage de MM. Dunanan père et fils                               | opéra bouffe en trois actes et quatre tableaux                              | 22 mars 1862 Bouffes-Parisiens                 | Livret de Paul Siraudin et Jules Moinaux |
|           | Les Bavards (1re version)                                           | opérette en un acte                                                         | 11 juillet 1862 Kursaal (Bad Ems)              | Livret de Charles Nuitter |
|           | Jacqueline                                                          | opérette en un acte                                                         | 14 octobre 1862 Bouffes-Parisiens              | Livret de Pol d'Arcy (Ludovic Halévy et Hector Crémieux) |
|           | Les Bavards (2e version)                                            | opéra bouffe en deux actes                                                  | 20 février 1863 Bouffes-Parisiens              | Livret de Charles Nuitter |
|           | Le Brésilien                                                        | comédie en un acte d'Henri Meilhac et Ludovic Halévy                        | 9 mai 1863 Palais-Royal                        | Ronde du Brésilien. |
|           | Il signor Fagotto                                                   | opérette en un acte                                                         | 11 juillet 1863 Kursaal (Bad Ems)              | Livret de Charles Nuitter et Étienne Tréfeu. Repris le 18 janvier 1864 aux Bouffes-Parisiens. |
|           | Lischen et Fritzchen                                                | opérette en un acte (« conversation alsacienne »)                           | 21 juillet 1863 Kursaal (Bad Ems)              | Livret de Paul Boisselot. Repris le 5 janvier 1864 aux Bouffes-Parisiens. |
|           | L'Amour chanteur                                                    | opérette en un acte                                                         | 5 janvier 1864 Bouffes-Parisiens               | Livret de Charles Nuitter et Ernest L'Épine |
|           | Die Rheinnixen (Les Fées du Rhin)                                   | opéra romantique en quatre actes                                            | 4 février 1864 Wiener Staatsoper               | Livret de Charles Nuitter traduit en allemand par Karl von Wolzogen |
|           | Les Géorgiennes                                                     | opéra bouffe en trois actes                                                 | 16 mars 1864 Bouffes-Parisiens                 | Livret de Jules Moinaux |
|           | Jeanne qui pleure et Jean qui rit                                   | opérette bouffe en un acte                                                  | 19 juillet 1864 Kursaal (Bad Ems)              | Livret de Charles Nuitter et Étienne Tréfeu. Repris le 6 novembre 1865 aux Bouffes-Parisiens. |
|           | Le Fifre enchanté ou le Soldat magicien                             | opérette bouffe en un acte                                                  | 12 juillet 1864 Kursaal (Bad Ems)              | Livret de Charles Nuitter et Étienne Tréfeu. Repris le 30 septembre 1868 aux Bouffes-Parisiens |
|           | La Belle Hélène                                                     | opéra bouffe en trois actes                                                 | 17 décembre 1864 Variétés                      | Livret de Henri Meilhac et Ludovic Halévy |
|           | Coscoletto ou le Lazzarone                                          | opéra-comique en deux actes                                                 | 11 juillet 1865 Kursaal (Bad Ems)              | Livret de Charles Nuitter et Étienne Tréfeu |
|           | Les Bergers                                                         | opéra-comique en trois actes                                                | 11 décembre 1865 Bouffes-Parisiens             | Livret de Philippe Gille et Hector Crémieux |
|           | Barbe-Bleue                                                         | opéra bouffe en trois actes et quatre tableaux                              | 5 février 1866 Variétés                        | Livret de Henri Meilhac et Ludovic Halévy |
|           | La Vie parisienne (1re version)                                     | opéra bouffe en cinq actes                                                  | 31 octobre 1866 Palais-Royal                   | Livret de Henri Meilhac et Ludovic Halévy |
|           | La Grande-duchesse de Gérolstein                                    | opéra bouffe en trois actes et quatre tableaux                              | 12 avril 1867 Variétés                         | Livret de Henri Meilhac et Ludovic Halévy |
|           | La Permission de dix heures                                         | opéra-comique en un acte                                                    | 9 juillet 1867 Kursaal (Bad Ems)               | Livret de Mélesville et Pierre Carmouche. Repris le 4 septembre 1873 à la Renaissance. |
|           | La Leçon de chant électro-magnétique                                | bouffonnerie en un acte                                                     | 20 juillet 1867 Kursaal (Bad Ems)              | Livret d'Ernest Bourget. Repris le 17 juin 1873 aux Folies-Marigny. |
|           | Robinson Crusoé                                                     | opéra-comique                                                               | 23 novembre 1867 Opéra-Comique                 | Livret d'Eugène Cormon et Hector Crémieux |
|           | Geneviève de Brabant (2e version)                                   | opéra bouffe en trois actes et neuf tableaux                                | 26 décembre 1867 Menus-Plaisirs                | Livret d'Hector Crémieux |
|           | Le Château à Toto                                                   | opéra bouffe en trois actes                                                 | 6 mai 1868 Palais-Royal                        | Livret de Henri Meilhac et Ludovic Halévy |
|           | Le Pont des soupirs (2e version)                                    | opéra bouffe en quatre actes                                                | 8 mai 1868 Variétés                            | Livret de Ludovic Halévy et Hector Crémieux |
|           | L'Île de Tulipatan                                                  | opéra bouffe en un acte                                                     | 30 septembre 1868 Bouffes-Parisiens            | Livret d'Henri Chivot et Alfred Duru |
|           | La Périchole (1re version)                                          | opéra bouffe en deux actes                                                  | 6 octobre 1868 Variétés                        | Livret de Henri Meilhac et Ludovic Halévy |
|           | Vert-Vert                                                           | opéra-comique en trois actes                                                | 10 mars 1869 Opéra-Comique                     | Livret d'Henri Meilhac et Charles Nuitter |
|           | La Diva                                                             | opéra bouffe en trois actes                                                 | 22 mars 1869 Bouffes-Parisiens                 | Livret de Henri Meilhac et Ludovic Halévy |
|           | La Princesse de Trébizonde (1re version)                            | opéra bouffe en deux actes                                                  | 31 juillet 1869 Kurtheater (Baden-Baden)       | Livret de Charles Nuitter et Étienne Tréfeu |
|           | La Princesse de Trébizonde (2e version)                             | opéra bouffe en trois actes                                                 | 7 décembre 1869 Bouffes-Parisiens              | Livret de Charles Nuitter et Étienne Tréfeu |
|           | Les Brigands (1re version)                                          | opéra bouffe en trois actes                                                 | 10 décembre 1869 Variétés                      | Livret de Henri Meilhac et Ludovic Halévy |
|           | La Romance de la rose                                               | opérette en un acte                                                         | 11 décembre 1869 Bouffes-Parisiens             | Livret d'Étienne Tréfeu et Jules Prével |
|           | Boule-de-neige                                                      | opéra bouffe en trois actes                                                 | 14 décembre 1871 Bouffes-Parisiens             | Livret de Charles Nuitter et Étienne Tréfeu d'après Barkouf |
|           | Le Roi Carotte                                                      | opéra bouffe-féerie en quatre actes et dix-sept tableaux                    | 15 janvier 1872 Gaîté                          | Livret de Victorien Sardou |
|           | Fantasio                                                            | opéra-comique en trois actes                                                | 18 janvier 1872 Opéra-Comique                  | Livret de Paul de Musset |
|           | Der schwartze Korsar (« Le Corsaire noir »)                         | opéra-comique en trois actes                                                | 21 septembre 1872 Theater an der Wien (Vienne) | Livret en allemand d'Offenbach |
|           | Fleurette                                                           | opérette-comique en un acte                                                 | 8 mars 1872 Carltheater (Vienne)               | Livret en allemand de Julius Hopp et Friedrich Zell. Repris sur un livret français de Pittaud de Forges et Laurencin le 2 septembre 1873 à la Gaîté. |
|           | Les Braconniers                                                     | opéra bouffe en trois actes                                                 | 29 janvier 1873 Variétés                       | Livret d'Henri Chivot et Alfred Duru |
|           | Pomme d’api                                                         | opérette en un acte                                                         | 4 septembre 1873 Renaissance                   | Livret de Ludovic Halévy et William Busnach |
|           | La Vie parisienne (2e version)                                      | opéra bouffe en quatre actes                                                | 25 septembre 1873 Variétés                     | Livret de Henri Meilhac et Ludovic Halévy |
|           | La Jolie Parfumeuse                                                 | opéra-comique en trois actes                                                | 29 novembre 1873 Renaissance                   | Livret de Hector Crémieux et Ernest Blum |
|           | Orphée aux Enfers (2e version)                                      | opéra-féerie en quatre actes et douze tableaux                              | 7 février 1874 Gaîté                           | Livret d'Hector Crémieux |
|           | La Périchole (2e version)                                           | opéra bouffe en trois actes et quatre tableaux                              | 25 avril 1874 Variétés                         | Livret de Henri Meilhac et Ludovic Halévy |
|           | Bagatelle                                                           | opéra-comique en un acte                                                    | 21 mai 1874 Bouffes-Parisiens                  | Livret de Hector Crémieux et Ernest Blum |
|           | Madame l'Archiduc                                                   | opéra bouffe en trois actes                                                 | 31 octobre 1874 Bouffes-Parisiens              | Livret d'Albert Millaud |
|           | La Haine                                                            | drame en cinq actes et huit tableaux de Victorien Sardou                    | 3 décembre 1874 Gaîté                          | Musique de scène |
|           | Whittington                                                         | opéra bouffe en trois actes                                                 | 26 décembre 1874 Alhambra (Londres)            | Livret en anglais de Henry Brougham Farnie |
|           | Geneviève de Brabant (3e version)                                   | opéra-féerie en cinq actes et quatorze tableaux                             | 25 février 1875 Gaîté                          | Livret d'Hector Crémieux et Étienne Tréfeu |
|           | Les Hannetons                                                       | revue de printemps en trois actes et cinq tableaux                          | 22 avril 1875 Bouffes-Parisiens                | Livret d'Eugène Grangé et Albert Millaud |
|           | La boulangère a des écus (1re version)                              | opéra bouffe en trois actes                                                 | 19 octobre 1875 Variétés                       | Livret de Henri Meilhac et Ludovic Halévy |
|           | Le Voyage dans la Lune                                              | opéra-féerie en quatre actes et vingt-trois tableaux                        | 26 octobre 1875 Gaîté                          | Livret d'Eugène Leterrier, Albert Vanloo et Alfred Mortier |
|           | La Créole                                                           | opéra-comique en trois actes                                                | 3 novembre 1875 Bouffes-Parisiens              | Livret d'Albert Millaud |
|           | Tarte à la crème                                                    | comédie en un acte (« valse en un acte ») d'Albert Millaud                  | 14 décembre 1875 Bouffes-Parisiens             | Musique de scène. |
|           | La boulangère a des écus (2e version)                               | opéra bouffe en trois actes et quatre tableaux                              | 27 avril 1876 Variétés                         | Livret de Henri Meilhac et Ludovic Halévy |
|           | Pierrette et Jacquot                                                | opérette en un acte                                                         | 13 octobre 1876 Bouffes-Parisiens              | Livret de Jules Noriac et Philippe Gille |
|           | La Boîte au lait                                                    | opéra bouffe en quatre actes                                                | 3 novembre 1876 Bouffes-Parisiens              | Livret de Jules Noriac et Eugène Grangé |
|           | Le Docteur Ox                                                       | opéra bouffe en trois actes et six tableaux                                 | 26 janvier 1877 Variétés                       | Livret d'Alfred Mortier et Philippe Gille |
|           | La Foire Saint-Laurent                                              | opéra bouffe en trois actes                                                 | 10 février 1877 Folies-Dramatiques             | Livret de Hector Crémieux et Albert de Saint-Albin |
|           | Maître Péronilla                                                    | opéra bouffe en trois actes                                                 | 13 mars 1878 Bouffes-Parisiens                 | Livret d'Offenbach |
|           | Madame Favart                                                       | opéra-comique en trois actes                                                | 28 décembre 1878 Folies-Dramatiques            | Livret d'Henri Chivot et Alfred Duru |
|           | Les Brigands (2e version)                                           | opéra bouffe en quatre actes                                                | 25 décembre 1878 Gaîté                         | Livret de Henri Meilhac et Ludovic Halévy |
|           | La Marocaine                                                        | opéra bouffe en trois actes                                                 | 13 janvier 1879 Bouffes-Parisiens              | Livret de Paul Ferrier |
|           | La Fille du tambour-major                                           | opéra-comique en trois actes et quatre tableaux                             | 13 décembre 1879 Folies-Dramatiques            | Livret d'Henri Chivot et Alfred Duru |
|           | Belle Lurette                                                       | opéra-comique en trois actes                                                | 30 octobre 1880 Renaissance                    | Livret d'Ernest Blum, Édouard Blau et Raoul Toché |
|           | Les Contes d'Hoffmann                                               | opéra fantastique en cinq actes                                             | 10 février 1881 Opéra-Comique                  | Livret de Jules Barbier. Orchestration achevée par Ernest Guiraud |
|           | Mademoiselle Moucheron                                              | opérette bouffe en un acte                                                  | 10 mai 1881 Renaissance                        | Livret d'Eugène Leterrier et Albert Vanloo |
|           | Le Moine bourru ou les Deux Poltrons                                | Duo bouffe pour ténor et baryton                                            | 2 avril 1843 salle Herz                        | |
|           | Meunière et Fermière                                                | Duo bouffe pour deux sopranos                                               | 24 avril 1846 salle Herz                       | |
|           | À toi                                                               | romance                                                                     | 1843                                           | Poème de Numa Armand, éd. Cotelle |
|           | Béranger à l'Académie                                               |                                                                             | 1855                                           | Poésie de Arsène Houssaye, éd. Ledentu. |
|           | Bibi Bambou                                                         |                                                                             | 1860                                           | Poème d'Ernest Bourget, éd. Brandus |
|           | C’est un ange de plus                                               | romance                                                                     | 1837                                           | Éd. Janet |
|           | Jalousie !                                                          | romance dramatique                                                          | 1839                                           | Poème d'A. Gourdin. Dédié à Mlle Léonie de Vaux |
|           | Fables de La Fontaine                                               | recueil de six mélodies                                                     | 1842                                           | 1. Le Berger et la Mer 2. Le Corbeau et le Renard 3. La Cigale et la Fourmi 4. La Laitière et le Pot au lait 5. Le Rat de ville et le Rat des champs 6. Le Savetier et le Financier |
|           | Le Langage des fleurs                                               | recueil de six mélodies                                                     | 1847                                           | Vers d'Édouard Plouvier 1. Branche d'oranger 2. Rose 3. Ne m'oubliez pas 4. Marguerite 5. Églantine 6. Pâquerette, dédiée à Mme Sabatier |
|           | Le Sylphe                                                           | romance                                                                     | 1838                                           | Éd. Catelin. Dédiée à sa sœur Isabella, et réutilisée dans Robinson Crusoé. |
|           | Les Voix mystérieuses                                               | six mélodies pour voix et piano                                             | 1852                                           | Éd. Heugel, rééd. OEK (2006). 1. L'Hiver, poème d'Armand Barthet 2. Chanson de Fortunio, poème d'Alfred de Musset 3. Les Saisons, poème de Jules Barbier 4. Ma belle amie est morte, poème de Théophile Gautier 5. La Rose foulée, poème de Charles Poncy 6. Barcarolle, poème de Théophile Gautier |
|           | Pauvre prisonnier                                                   | romance                                                                     | 1838                                           | Poème de L. Leube, éd. Catelin. Dédiée à M. Ponchard. |
|           | Ronde tyrolienne                                                    | romance avec accompagnement de piano et hautbois                            | 1838                                           | Paroles de C. Catelin, éd. Catelin. |
|           | Sérénade du torero                                                  |                                                                             | 1849                                           | Poème de Théophile Gautier, éd. Chabal. |
|           | In grünen Mai [Le Vert Mois de mai]                                 | pour soprano, chœur masculin et orchestre                                   | 1840                                           | Poème de Sternau, OEK. |
|           | Lied des deutschen Knaben                                           |                                                                             |                                                | Éd. Schloss, Cologne |
|           | Dernier Souvenir ou Valse de Zimmer                                 | valse                                                                       | 1872                                           | Recueillie par Jacques Offenbach, éd. Choudens, |
|           | Espoir en Dieu                                                      | Mélodie pour soprano, chœur mixte et orchestre                              |                                                | D'après la mélodie-homonyme pour voix et piano, sur un poème de Victor Hugo, composée en 1851 |
|           | Venise                                                              | barcarolle à 4 voix                                                         |                                                | Paroles de Van Hasselt, éd. Bernard Latte |
|           | Dieu garde l'Empereur                                               | hymne                                                                       | 1862 (rév. 1870)                               | Poème de Joseph Méry[réf. nécessaire] |
|           | Dieu sauve la France                                                | hymne                                                                       |                                                | Éd. Heugel |
|           | Grand concerto pour violoncelle et orchestre « Concerto militaire » |                                                                             | 1847-1848                                      | OEK. Le 3e mouvement a servi à faire, de manière apocryphe, le Concerto Rondo (1851), |
|           | Abendblätter                                                        | Grande valse pour orchestre                                                 | 1864 Vienne                                    | Autres titres : Journaux du soir, Feuilles du soir, The Times. Existe aussi pour piano seul |
|           | Brunes et Blondes                                                   | suite de valses pour orchestre                                              | 1837                                           | Éd. Janet, |
|           | Les Fleurs d’hiver                                                  | suite de valses pour orchestre                                              | 1836                                           | Éd. Serre |
|           | Les Trois Grâces                                                    | suite de valses pour orchestre                                              | 1837                                           | Éd. Catelin |
|           | Grande scène espagnole                                              |                                                                             | 10 novembre 1840 Cologne                       | Comprend : Introduction (OEK), Prière (OEK), Zambada ou Ronde des muletiers (inédit), Sérénade du ménestrel (inédit), Boléro (OEK) |
|           | Ouverture à grand orchestre                                         |                                                                             | septembre 1843 Cologne                         | OEK. |
|           | Polka des mirlitons                                                 | pour cornet et trois mirlitons et orchestre (ou piano)                      | 1857                                           | OEK. |
|           | Souvenir d’Aix-les-Bains                                            | valse pour orchestre                                                        | 1873                                           | OEK. |
|           | Souvenir des Bouffes-Parisiens                                      | pour orchestre                                                              |                                                | OEK. |
|           | Offenbach-valse                                                     | valse pour cornet à pistons et orchestre                                    | 1876                                           | Éd. Choudens, rééd. OEK. Autres titres : Offenbach-Waltz, American Eagle Waltz, Le Fleuve d’or |
|           | Andante                                                             | pour violoncelle (ou violon ou alto) et piano                               |                                                | OEK |
|           | Cours méthodique de duos                                            | pour deux violoncelles                                                      | 1847                                           | Éd. Schoenberger, rééd. OEK. Trois duos dédiés aux amateurs. Trois duos difficiles. Trois duos très difficiles. |
|           | Les Gaietés champêtres                                              |                                                                             | 1853                                           | Dédié à Mme Jules Janin, éd. Chabal |
|           | Deux âmes au ciel                                                   | élégie pour violoncelle et piano                                            | 1844                                           | Dédiée à la mémoire de la princesse Marie et du duc d'Orléans, éd. Richault,. |
|           | Les Larmes de Jacqueline                                            | pour violoncelle et piano                                                   | 1853                                           | Composition inspirée d'une oeuvre littéraire de Arsène Houssaye |
|           | Introduction et valse mélancolique                                  | pour violoncelle et piano                                                   | 1839                                           | Dédié à son professeur au Conservatoire de Paris Louis Norblin, éd. Martin |
|           | La Course en traîneau                                               | pour violoncelle et piano                                                   | 1849                                           | Dédiée à Mme Léon Faucher, éd. Launer. |
|           | La Prière de Moïse                                                  | trio pour deux violons et violoncelle avec accompagnement de piano et orgue |                                                | OEK |
|           | Les Chants du crépuscule                                            |                                                                             | 1846                                           | Éd. Chaball. 1.Ballade 2. L’Adieu 3. Le Retour 4. Pas villageois 5. Sérénade 6. Souvenir du bal |
|           | Musette                                                             | musique de ballet du XVIIIe siècle pour violoncelle et orchestre à cordes   | 1842                                           | OEK |
|           | Prière et Boléro                                                    | pour violoncelle et orchestre                                               |                                                | Tirés de la Grande scène espagnole, éd. OEK. |
|           | Rêverie au bord de la mer                                           | pour violoncelle                                                            | 1849                                           | D'après la mélodie Das deutsche Vaterland composée en 1848, éd. Launer. La version orchestrale est apocryphe,. |
|           | Vingt petites études                                                | pour violoncelle avec accompagnement de basse                               |                                                | Éd. Cotelle |
|           | The Times                                                           | grande valse pour piano                                                     |                                                | Arrangement pour piano de Abendblätter, Cocks and Co, London,. |
|           | Berthe                                                              | valse pour piano                                                            |                                                | [ 15 ] |
|           | Herminie                                                            | valse pour piano                                                            |                                                | Éd. Maestro London |
|           | Jacqueline                                                          | suite de valses pour piano                                                  | 1865                                           | Éd. Brandus |
|           | Le Décaméron dramatique, « album du Théâtre-Français »              | danses pour piano                                                           | 1854                                           | Éd. Heugel, rééd. OEK. Chaque valse est dédiée à une artiste de la Comédie-Française. 1. Rachel, grande valse, préface en vers d'Arsène Houssaye 2. Émilie, polka-mazurka, préface en vers d'Alexandre Dumas 3. Madeleine, polka villageoise, préface en vers de Théophile Gautier 4. Delphine, redowa, préface en vers d'Amédée Achard 5. Augustine, scottish, préface en vers d'Alfred de Musset 6. Louise, grande valse, préface en vers de Camille Doucet 7. Maria, polka-mazurka, préface en vers de Joseph Méry 8. Élisa, polka tyrolienne, préface en vers de Jules de Prémaray 9. Nathalie, scottish, préface en vers de Léon Gozlan 10 Clarisse, varsovienne, préface en vers d'Émile Augier |
|           | Les Arabesques                                                      |                                                                             | 1841 (rév. 1852)                               | [ 15 ] |
|           | Les Belles Américaines                                              |                                                                             | 1876                                           | Éd. Choudens |
|           | Les Contes de la reine de Navarre                                   |                                                                             | 1850                                           | Musique composée pour la pièce-homonyme d'Eugène Scribe et Ernest Legouvé (Comédie-Française) |
|           | Les Feuilles du soir                                                | valse pour piano                                                            | 1864                                           | Éd. Brandus |
|           | Les Roses du Bengale                                                | six valses sentimentales                                                    | 1844                                           | Éd. Lemoine 1. À Mlle Clémence de Reiset, andantino grazioso 2. À Mlle Herminie de Alcain, valse du Tyrol, allegretto non troppo, publiée antérieurement sous le titre Une fleur 3. À Mlle Virginie de Bletterie, lento 4. À Mlle Émilie de Giresse, andantino 5. À Mlle Léonie de Vernon, allegretto maestoso 6. À Mlle Ursule de Beaumont, valse allemande, allegro |
|           | Madeleine                                                           | polka-mazurka                                                               | 1852                                           | dédiée à Madeleine Brohan, |
|           | Polka burlesque                                                     |                                                                             | 1876                                           | [ 15 ] |
|           | Polka du mendiant                                                   |                                                                             |                                                | Éd. Bertin |
|           | Postillon-galop                                                     |                                                                             |                                                | Éd. Heugel |
|           | Schuler-polka                                                       |                                                                             |                                                | Éd. Bote et Bock |
|           | Souvenirs de Londres                                                |                                                                             |                                                | [ 14 ] |
|           | Taxopholite ou Les Refrains du Tyrol                                | polka-mazurka                                                               |                                                | Éd. Cramer, London. Repris sur le ländler Les Boules de neige |
|           | The Celebrated Polka Dance                                          |                                                                             | 1844                                           | Paru aussi sous le titre Polka dans l’Illustrirte Zeitung |
|           | Valse                                                               |                                                                             |                                                | Composée au château du Val le 9 août 1845. Manuscrit inédit |
|           | Valse favorite ou Le Voyage dans la Lune                            |                                                                             |                                                | [ 15 ] |

## Manuscrits inédits ou inachevés
Cette liste des œuvres non scéniques de Jacques Offenbach est basée sur la liste établie et publiée en 1938 par Jacques Brindejont-Offenbach dans sa biographie Offenbach, mon grand-père, complétée par l'ouvrage de Jean-Claude Yon. Cette liste n'inclut pas en revanche les arrangements qui ne sont pas de la main du compositeur.

### Mélodies
Mélodies en français
- Absence (manuscrit inédit)
- Aimons (manuscrit inédit)
- Au pays qui me prend ma belle (manuscrit inédit)
- C’est charmant (manuscrit inédit)
- C’est le bûcheron (manuscrit inédit)
- Ce noble ami (manuscrit inédit)
- Ce que j’aime (manuscrit inédit)
- Comme une ondine (manuscrit inédit)
- De ton pays, la plage désolée… (manuscrit inédit)
- Dors mon enfant, mélodie (Armand)
- Douce brise du soir, duo (manuscrit inédit)
- Doux ménéstrel, romance (C. Saudeur)
- Duo des deux grenadiers (manuscrit inédit)
- En répétant ce doux refrain (manuscrit inédit)
- Espoir en Dieu  sur le poème de Victor Hugo (1851, manuscrit inédit)[21]

Réarrangé par la suite pour soprano et chœur puis réutilisé dans une première version du finale des Contes d'Hoffmann.
- Fanchette (manuscrit inédit)
- Fi des amours (manuscrit inédit)
- Gardez toujours le cœur fidèle (manuscrit inédit)
- Hier la nuit d’été… (manuscrit inédit)
- J'aime la rêverie, romance sur des paroles de Mme la baronne de Vaux (1839)[8]
- J’étais né pour être honnête homme (manuscrit inédit)
- Je suis la bohémienne (manuscrit inédit)
- Jeanne la rousse, chanson rustique (1864, Arsène Houssaye)
- Jobin (manuscrit inédit)
- L’Arabe à son coursier (J. Reboul)
- L’Attente, romance
- L’aveu du page, romance (E. Plouvier)
- L’Émir du Bengali (manuscrit inédit)
- L’Étoile (E. Chevalet)
- La Chanson de ceux qui n’aiment plus (A. Houssaye)
- La Croix de ma mère, chansonnette (Armand)
- La Petite Peureuse (1838, manuscrit inédit)
- La Sortie du bal, romance (E. Chevalet)
- La Tramontane (manuscrit inédit)
- Le Mystère de minuit (manuscrit inédit)
- Le Pâtre, pour voix, piano et violoncelle (manuscrit inédit)
- Le Ramier blessé (manuscrit inédit)
- Le Rendez-vous, trio (1846)[8]
- Le Sergent recruteur, scène chantée (1846, E. Plouvier)[8]
- Le Sylphe des amours, mélodie (1847)[8]
- Lève-toi (manuscrit inédit)
- Minuit… (manuscrit inédit)
- Mon bien-aimé n’est plus (manuscrit inédit)
- Mourir de peur, ballade pour voix de basse (1838)[8]
- Nocturne à deux voix, paroles de Saint-Georges (manuscrit inédit)
- Oui je t’aime…, duo (manuscrit inédit)
- Pablo (manuscrit inédit)
- Pâquerette jolie (manuscrit inédit)
- Pauvre Cocotte (manuscrit inédit)
- Pedrigo (manuscrit inédit)
- Près du lac bleu (manuscrit inédit)
- Promenade du soir, pour trois voix et piano, poésie de J. de Rességuier (1851, manuscrit inédit)
- Qui frappe à ta porte ?… (manuscrit inédit)
- Rends-moi mon âme, romance dramatique (1843, J. Reboul)[8]
- Roses et Papillons (manuscrit inédit)
- S’il est… (manuscrit inédit)
- Sarah la blonde, séguedille chantée (1846, Michel Carré)[8]
- Seul dans le monde, valse chantée (manuscrit inédit)
- Si j’étais la feuille, mélodie de jeunesse (manuscrit inédit)
- Si j'étais petit oiseau, mélodie (1849, Jousselin)[8]
- Si jeunesse savait, chansonnette (1838)[8]
- Silence (1847, manuscrit inédit)
- Sous la blanche colonnade (manuscrit inédit)
- Sur l’épine ou sur la rose (manuscrit inédit)
- Tristesse (manuscrit inédit)
- Un ange au doux visage… pour voix, violon et piano, paroles de Reboul (manuscrit inédit)
- Valse pour Mlle Désirée (1868, manuscrit inédit)
- Venez trinquer (manuscrit inédit)
- Virginie au départ, romance dramatique (E. Plouvier)

Mélodies en allemand
- An Minna [À Minna], lied (~1831)[8]
- Bleib' bei mir [Reste avec moi] (1840, C.O. Sternau)
- Blein mir treu.
- Catherein, was willst du mehr ? (1853)
- Bürgerwehrlied [Hymne de la garde civique] (1848)[8]
- Das deutsche Vaterland [La Patrie allemande] ou Vaterland's Lied

Deviendra Rêverie au bord de la mer pour violoncelle solo (1848,  H. Hersch) pour être ensuite introduite dans le final des Fées du Rhin (1864)
- Der deutsche Knabe [Le Gamin allemand] (1848, H. Hersch)[8]
- Du Röslein purpurroth [La Rose pourpre], mélodie dédiée à Sophie Schloss (1849)
- Lass mich schlummern [Laisse-moi somnoler], lied (~1831)[8]
- Leb'wohl, herzliebster Schatz [Adieu, trésor très aimée], lied (1848, Sternau)[8]
- Leidvolle Liebe [Amour douloureux], lied (1848, Sternau)[8]
- Mein Lieb', gleicht dem Bächlein (1853)
- O du mein mond (manuscrit inédit)
- Was fliesset auf dem felde  (1853)

Orchestrations de mélodies de Franz Schubert
- Barcarolle
- Der Erlkönig [Le Roi des aulnes], op.1, D. 328
- Gretchen am Spinnrade [Marguerite au rouet], op.2, D. 118
- Des Mädchens Klage [Plainte de la jeune fille]
- Ständchen [Sérénade], D. 920

### Chœurs
- Chœur de […] et Venise (1838)[8]
- Der kleine Trommler (1863, L. Pfau)
- Hymne, paroles de Bernard Lopez (manuscrit inédit)
- Les Moissonneurs, chœur d'introduction et ballade (1846, manuscrit inédit)[8]
- Peuple souverain, hymne patriotique (1848)[8]
- Le Réveil, chœur et chanson (1846)[8]
- Ständchen-Gedicht [Sérénade] pour chœur d'hommes et quatre cors (1848,  Sternau)
- Valse du bal (1846, manuscrit inédit)
- Vive la Suisse.

### Musique religieuse
- In Memoriam (Grande symphonie solennelle) ou Marche et Prière (1871, inachevé, manuscrit inédit)

Inclus la mélodie Espoir en Dieu composée en 1851 sur le poème de Victor Hugo
- Agnus Dei pour voix et orgue (manuscrit inédit)
- Ave Maria pour voix et orgue (manuscrit inédit)
- Gloire à Dieu (manuscrit inédit)
- Le Cantique à l’Esprit-Saint, paroles de Lamartine (manuscrit inédit)
- Près du Très-Haut (manuscrit inédit)

### Musique symphonique
- Aus bester Quelle, valse (1877)
- Hommage à Rossini (1843, manuscrit inédit)
- Le Désert (oratorio parodique, 1846, manuscrit inédit)
- Les Amazones, recueil de valses dédié à Hélène Fould (~1836)[8]
- Nuits d’Espagne (fragments, manuscrit inédit)
- Offenbachiana (pot-pourri, 1876)
- Réminiscences de la Lucie (manuscrit inédit)
- Réminiscences de Robert le Diable (1852, manuscrit inédit)

### Musique de chambre
Œuvres pour violoncelle
- Adagio et Scherzo pour 4 violoncelles.
- Capriccio ou Le Cor des Alpes, fantaisie sur Le Cor des Alpes de Proch, op. 15 (1841)
- Caprice sur la romance de  Joseph de Méhul, op. 27
- Caprice sur La Sonnambula de Bellini, op. 32

ou Fantaisie sur des thèmes de La Somnambule ou Fantaisie sur des motifs de La Somnambule ou Fantaisie sur La Somnambule (1848) ?
- Caprice sur I Puritani de Bellini, op. 33
- Chant d'adieu, mélodie tarentelle pour violoncelle (1847)[8]
- Chant des mariniers galants de Rameau, op. 76, 1851
- Danse bohémienne (1844)[8]
- Hexentanz [Danse des sorcières] (1854)
- Divertimento über Schweizerlieder [Divertissement sur des airs suisses] pour violoncelle solo et quatuor à cordes, op. 1 (1833)

« Dédié avec déférence à son professeur M. Bernard Breuer par Jacob Offenbach »
- Douze études pour violoncelle et basse, op. 78
- École du violoncelle (1839)[8]
- Études pour violoncelle (1850)[8]
- Fantaisie facile et brillante, op. 74
- Fantaisies sur :
  - Jean de Paris de Boieldieu, op. 70
  - Le Barbier de Séville de Rossini, op. 71 (~1854)[8]
  - Les Noces de Figaro de Mozart, op. 72
  - Norma de Bellini, op. 73
  - Richard Cœur-de-Lion de Grétry, op. 69 (~1855)[8]
  - Guillaume Tell ou Grande fantaisie sur des motifs de Guillaume Tell de Rossini (1848)
- Fantaisie sur des thèmes polonais (1839)[8]
- Fantaisie sur la Lucie (1850)[8]
- Fantaisies caprices sur :
  - Anne de Bolène de Donizetti
  - Beatrice di Tenda de Bellini
  - L'elisir d'amore de Donizetti
  - La Dame blanche de Boieldieu
  - Parisina de Donizetti
- Grand duo sur des motifs de La Muette de Portici d'Auber (1840)[8]
- Grande fantaisie sur des thèmes russes (1841)[8]
- Harmonie du soir, andante pour violoncelle et piano, op. 68 (~1850)[8]
- Harmonies des bois (1851)[8] :
  - Le Soir, élégie dédiée à la vicomtesse de Beaumont
  - Les Larmes de Jacqueline, élégie dédiée à Mme Arsène Houssaye
- La Chanson de Berthe pour violoncelle et piano (1853)[8]
- Le Sylphe, romance, op. 30 (L. Leube)
- Le Bananier, transcription d'un morceau de Gottschalk (1850)[8]
- Las Campañillas, fantaisie (1847)[8]
- Les Boules de neige, landler
- Marche chinoise
- Quatrième Mazurka (op. 26)
- Quatuor pour quatre violoncelles (1849)[8]
- Réminiscence des Alpes (1862)[8]
- Tambourin, d’après Rameau, op. 75
- Tarentelle (~1848)[8]
- Trois grands duos concertants pour 2 violoncelles, op. 43

Œuvres pour violoncelle et piano avec Friedrich von Flotow
- Chants du soir (édit. 1839)
  - Au bord de la mer
  - Ballade du pâtre
  - Danse norvégienne
  - La Retraite
  - Prière du soir
  - Souvenir du bal
- Rêveries (1839)
  - Chanson d’autrefois
  - La Harpe éolienne
  - Les Larmes
  - Polka de salon
  - Redowa brillante
  - Scherzo

### Musique pour piano seul
- Kissi-Kissi, polka.
- Les Jeunes Filles ou Die Jungfrauen, suite de valses (1836, non édité)
- Parade militaire
- Polka burlesque (1873)
- Polka des singes
- Postillon-polka (1852)
- Quatrième mazurka de salon
- Rébecca, suite de valses sur des motifs israëlites du quinzième siècle (1837, non édité)
- Sum-Sum, polka.
- Valse à quatre mains (manuscrit inédit)

### Instrumentation inconnue
- La « Chabrillan », polka (manuscrit inédit)
- Les Cinq Sœurs suite de valses (1855, manuscrit inédit)
  - Anna la sévère
  - Caroline la sautillante
  - Cécile la mélancolique
  - Clotilde la coquette
  - Élise la villageoise
- Plaintes de la châtelaine (manuscrit inédit)
- Polka en mi majeur (manuscrit inédit)
- Polka en ut (manuscrit inédit)
- Scottish (manuscrit inédit)
- Valse triomphale du château de Digoine (manuscrit inédit)